# 장기호 (정치인)
장기호(미상 ~ )는 조선민주주의인민공화국의 정치인이다. 내각 국가검열위원회 위원장 겸 조선로동당 중앙위원회 위원이다.

## 경력
2016년 5월 조선로동당 제7기 제1차 전원회의에서 조선로동당 중앙위원회 위원으로 선출되었다. 내각 국가검열위원회 위원장을 맡고 있다.

## 최고인민회의 대의원
2014년 3월 최고인민회의 제419호 장풍선거구 제13기 대의원으로 선출되었고, 2019년 3월 제14기 대의원으로 재선되었다.